# Daur Kvekveskiri
Daur Larikovich Kvekveskiri (em abcázio:  Даур Ларик-иҧа Қәақәасқьыр; em russo:  Даур Ларикович Квеквескири; nascido a 7 de fevereiro de 1998) é um russo de futebol do meia , que joga com o FC Znamya Trouda Orekhovo-Zuyevo e Abkhazia equipa nacional de futebol.

## Carreira
Ele nasceu em Gali, em Abhazia, Geórgia. Ele representou a Abcázia equipa nacional de futebol no 2017 ConIFA Futebol Europeu, Copa e ele jogou quatro jogos (Abkhazia terminou em quarto).[carece de fontes?]
Ele fez sua estréia no Profissional russo Liga de Futebol para o FC Krasnodar-2 , em 9 de abril de 2015, em um jogo contra o FC Astracã.
Em fevereiro de 2017, após os ensaios, Kvekveskiri assinado com o sérvio lado FK Napredak Kruševac. Kvekveskiri fez sua estréia no 2016-17 sérvio SuperLiga ao entrar como substituto na 28ª rodada do jogo jogado em 1 de abril, contra o FK Novi Pazar.